# Leão Negro
Leão Negro é uma série de histórias em quadrinhos, criado por Ofeliano de Almeida e Cynthia Carvalho, que teve suas histórias publicadas no Brasil e em Portugal.
A séria é protagonizada por felídeos antropomorfizados em um planeta sem nome, mas bastante parecido com a Idade Média da Terra. Originalmente publicada em formato de tira diária e pranchas dominicais pelo jornal O Globo de 1987 a 1989, a série conquistou seu espaço apesar da censura e das críticas iniciais. Ao longo dos anos, Leão Negro evoluiu por meio de publicações em revistas, álbuns independentes e plataformas digitais, consolidando-se como uma das mais importantes obras brasileiras de quadrinhos autorais, com uma trajetória marcada por inovação, adaptações e o apoio crescente dos leitores.

## Histórico da publicação
Leão Negro foi criado pela roteirista Cynthia Carvalho em 1979, aos 16 anos, inicialmente, Othan, o Leão Negro, inspirado no próprio pai de Cynthia, era um coadjuvante de Espadas e Garras, cuja personagem principal era a leoa Shebba, que depois passou a ser chamada de Tchí, com quem Othan teria um filho, Kasdhan. Em 1987, O desenhista Ofeliano de Almeida, participa de um concurso de tiras realizado pelo jornal carioca O Globo, Ofeliano planejava criar um tira de humor, porém resolveu investir num projeto de tira de aventura, logo convence Cynthia a escrever a tira baseada em seu projeto da adolescência. Cynthia e o Ofeliano começam a publicar Leão Negro no jornal O Globo no formatos  tira diária e pranchas dominicais, a tira foi publicada durante dois anos jornal, em meio a censura e críticas por parte dos leitores do jornal. 
Em 1990, a dupla assina com a editora portuguesa Meribérica, está publica os arcos de história O Reencontro e O Filhote na revista Selecções BD e num álbum colorido chamado O Filhote. Em 1996, a dupla publica a história inédita Magala nas páginas da antologia Brasilian Heavy Metal, álbum com autores brasileiros baseado na revista Heavy Metal, publicado em comemoração aos 15 anos da gibiteria Comix Book Shop.
Em 1997, publicam nos três números da revista de RPG de mesa Saga da Editora Escala. Em 2003 é lançado o site oficial do Leão Negro, no ano seguinte são lançados quatro álbuns independentes trazendo histórias publicados no jornal O Globo e a história Magala, que também esteve disponibilizada no site da Editora Nona Arte, os álbuns foram vendidos através do site oficial da série, os leitores também puderam comprar o álbum O Filhote da Meribérica, diferente de O Filhote, todos os demais álbuns foram publicados em preto e branco, a dupla optou por não publicar o primeiro arco publicado em O Globo, por não gostarem do resultado de tantas intervenções.
Em 2008, Cynthia assina contrato com a estreante HQM Editora, essa inicia a publicação de duas séries de álbuns novamente em preto e branco: A série origens trazendo as republicações anteriores e uma história inédita Questão pessoal, história disponibilizada para download no site oficial juntamente com Magala, Questão Pessoal foi desenhada por Danusko Campos, um artista com influência dos quadrinhos japoneses, Danusko substituiu Ofeliano, que atualmente trabalha na elaboração de storyboards para cinema e televisão. A nova série teve histórias inéditas desenhadas por André Mendes e Danusko Campos. 
Em 2009, Cynthia lança a graphic novel independente A Vestal desenhada por André Leal, a história se passa na mesma época da Nova série publicada pela HQM. No ano seguinte, são disponibilizados no site oficial, contos do Leão Negro, primeira inciativa em prosa da série. No mesmo, são publicados novos álbuns pela HQM: O Filhote e Leão Negro – Volume 3: Histórias de Família, logo depois, Cynthia usa novamente seu site oficial para vender os álbuns Nalabar (da nova série) e o terceiro álbum da série Origens: Terra Polares.
Em 2012, publica o livro Contos Sangrentos - Histórias do Universo do Leão Negro pela editora Agbooks, uma editora sob demanda, no ano seguinte, publica novamente o álbum A Vestal pela editora sob demanda Clube de Autores uma editora parceira da Agbooks, no mesmo ano, a HQM volta a publica a série com o lançamento de quatro álbuns simultâneos: Leão Negro – Série Origens – Vol.3: Terras Polares, Leão Negro – Série Origens – Vol.4: A Pantera, Leão Negro – Série Origens – Vol.5: Fêmeas e Leão Negro – Vol.4: Nabalar.
Em setembro de 2023, é lançada uma campanha de financiamento coletivo na plataforma Catarse de Leão Negro Integral - Origens, publicado em março de 2024.

### Meribérica
- As Aventuras do Leão Negro - O Filhote

### Série Origens
Essa série publicada pela HQM Editora e de forma independente, reúne os arco de história publicados no Jornal O Globo na revista Brasilian Heavy Metal, roteiro de Cynthia Carvalho e desenhos de Ofeliano de Almeida.
- Volume 1 - Gardo
- Volume 2 - O Filhote
- Volume 3 - Terras Polares
- Volume 4 - A Pantera
- Volume 5 - Fêmeas

### Nova série
Série publicada pela HQM Editora, roteiro de  Cynthia Carvalho e desenhos de André Mendes e o Danusko Campos.
- Volume 1 - Pepah
- Volume 2 - O Medo da Solidão
- Volume 3 - Histórias de Família
- Volume 4 - Nabalar

### Independente
- As Aventuras do Leão Negro - Coleção Alternativa Volume 1
- As Aventuras do Leão Negro - Coleção Alternativa Volume 3
- As Aventuras do Leão Negro - Coleção Alternativa Volume 4
- As Aventuras do Leão Negro - Coleção Alternativa Volume 5[2]
- A Vestal

Álbum vendido no site oficial, roteiro de Cynthia Carvalho e desenhos de André Leal. Em 2013, foi lançado em formato e-book e impresso pela Clube dos Autores, uma editora de livros sob demanda.
- Leão Negro - Volume 4 - Nabalar[16]
- Leão Negro - Série Origens - Volume 3 - Terras Polares [16]
- A Guerra da Clareira, roteiro de Cynthia Carvalho e desenhos de Ofeliano de Almeida[22]

### Livro de contos
- Contos Sangrentos - Histórias do Universo do Leão Negro - AG Books, 2012, em duas versões: impressa e e-book

### Integrais
- Leão Negro: Origens - Integral